# Point cardinal (roman)
Pour les articles homonymes, voir Point cardinal.
Point cardinal est un roman de Léonor de Récondo publié le 24 août 2017 aux éditions Sabine Wespieser et ayant reçu la même année le prix France Culture-Télérama.

## Historique du roman
Le 12 décembre 2017, le roman est récompensé par le prix France Culture-Télérama,.

## Éditions
- Éditions Sabine Wespieser, 2017,  (ISBN 978-2-84805-226-7)[3].